# Steyr HS
Steyr HS — австрійська великокаліберна снайперська гвинтівка.

## Історія
Гвинтівка була розроблена Генріхом Фортмаєром на замовлення фірми Steyr Mannlicher. Вперше вона була представлена на виставці озброєнь ShotShow-2004 в Лас-Вегасі.

## Характеристика
Steyr HS — однозарядна гвинтівка з поворотним ковзним затвором. Рифлений ствол виготовлений методом холодної ковки. Гвинтівка оснащена регульованими сошками, дульним компенсатором і планкою Піккатінні.

## Варіанти
- HS .50 — основний варіант під набій .50 BMG, оснащений планкою Піккатіні 0 MOA. Має 2 варіанти ствола довжиною 736 і 833 міліметри. Ефективна дальність вогню — 1500 метрів.
- HS .50 M1 — оновлений варіант HS .50, оснащений магазином на 5 набоїв, який вставляється горизонтально з лівого боку. Також гвинтівка має довшу верхню планку Піккатінні, додаткові планки збоку, регульовану щоку, фіксовані сошки нової конструкції та монопод на прикладі.
- HS .460 — варіант HS .50 під набій .460 Steyr, призначений для місць, де заборонене володіння цивільними зброї під .50 BMG — наприклад, в Каліфорнії.

### Неліцензійні копії
- AM-50 Sayyad — іранська копія HS .50, яка виробляється з 2008 року і широко експортується. Відрізняється значно гіршою якістю, ніж австрійський оригінал.[1][2]
- Golan S-01 — сирійський варіант HS .50 під набій 12.7×108 мм, який виробляється з 2019 року. Має більші масу і довжину — 13.5 кг і 1470 мм. Ефективна дальність вогню — 1600 метрів.

## Користувачі
- Аргентина — використовується армією.[3][4]
- Болівія — використовується армією.[5]
- Іран — 800 гвинтівок були закуплені в 2006 році.[6]
- Росія — використовується поліцією і спецпризначенцями.[7]
- Румунія — використовується спецпризначенцями.[8]
- Сирія
- Україна — використовується ГУР МО.[9]
- Різноманітні угруповання на Близькому Сході, які купили чи захопили AM-50 Sayyad.[10]

## Steyr HS в культурі

### Кінематограф
- Неймовірний Халк (2008) — HS .50 використовує американський снайпер.
- Оселя зла: Потойбічне життя (2010) — HS .50 використовують снайпери корпорації «Амбрелла».
- Нікіта (2010) — використовує головна героїня Нікіта.
- Снайпер: Спадщина (2014) — HS .50 M1 використовує головний герой, снайпер Томас Беккет.
- Вціліла (2015) — HS .50 M1 використовує кіллер Годинникар.
- Снайпер 6: Примарний стрілець — HS .50 M1 з інфрачервоним прицілом використовує снайпер Річард Міллер.

### Відеоігри
- Söldner: Secret Wars (2004) — HS .50.

## Галерея

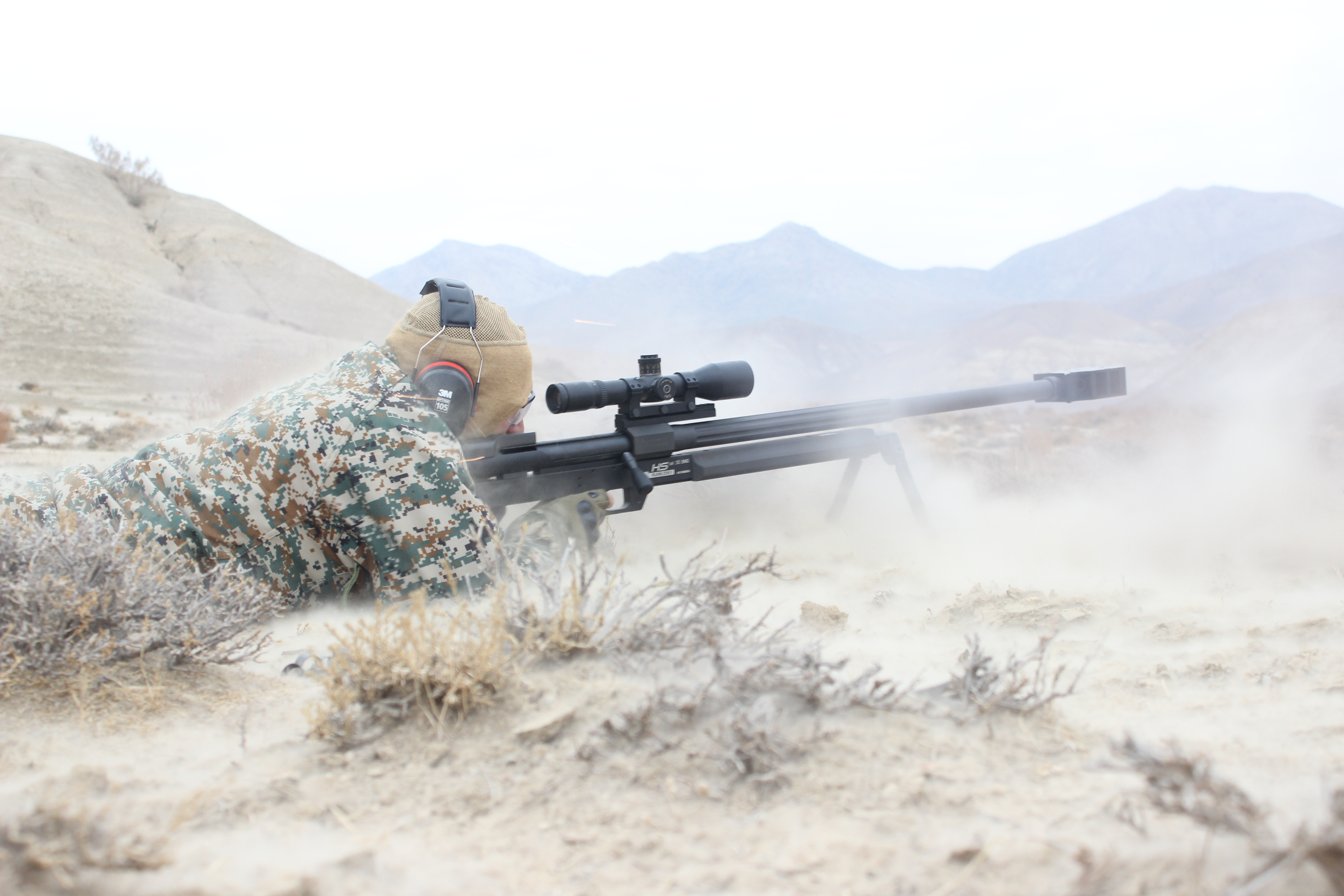
Іранський снайпер з HS .50.
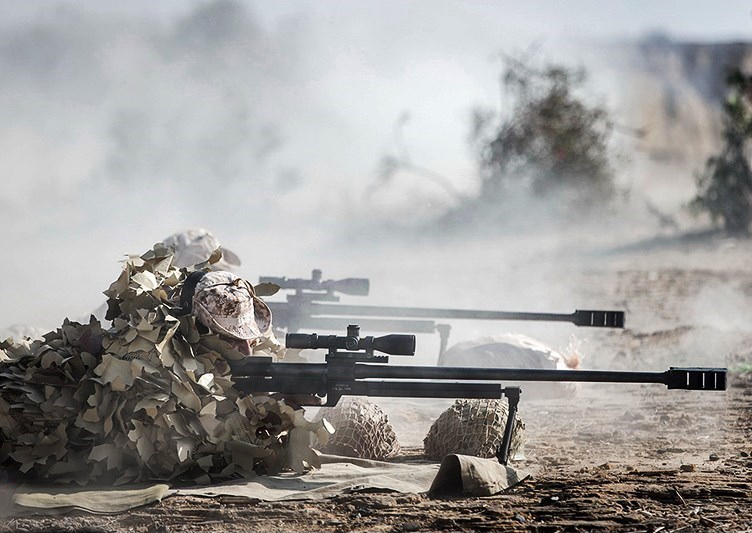
Іранські спецпризначенці з AM-50 Sayyad.
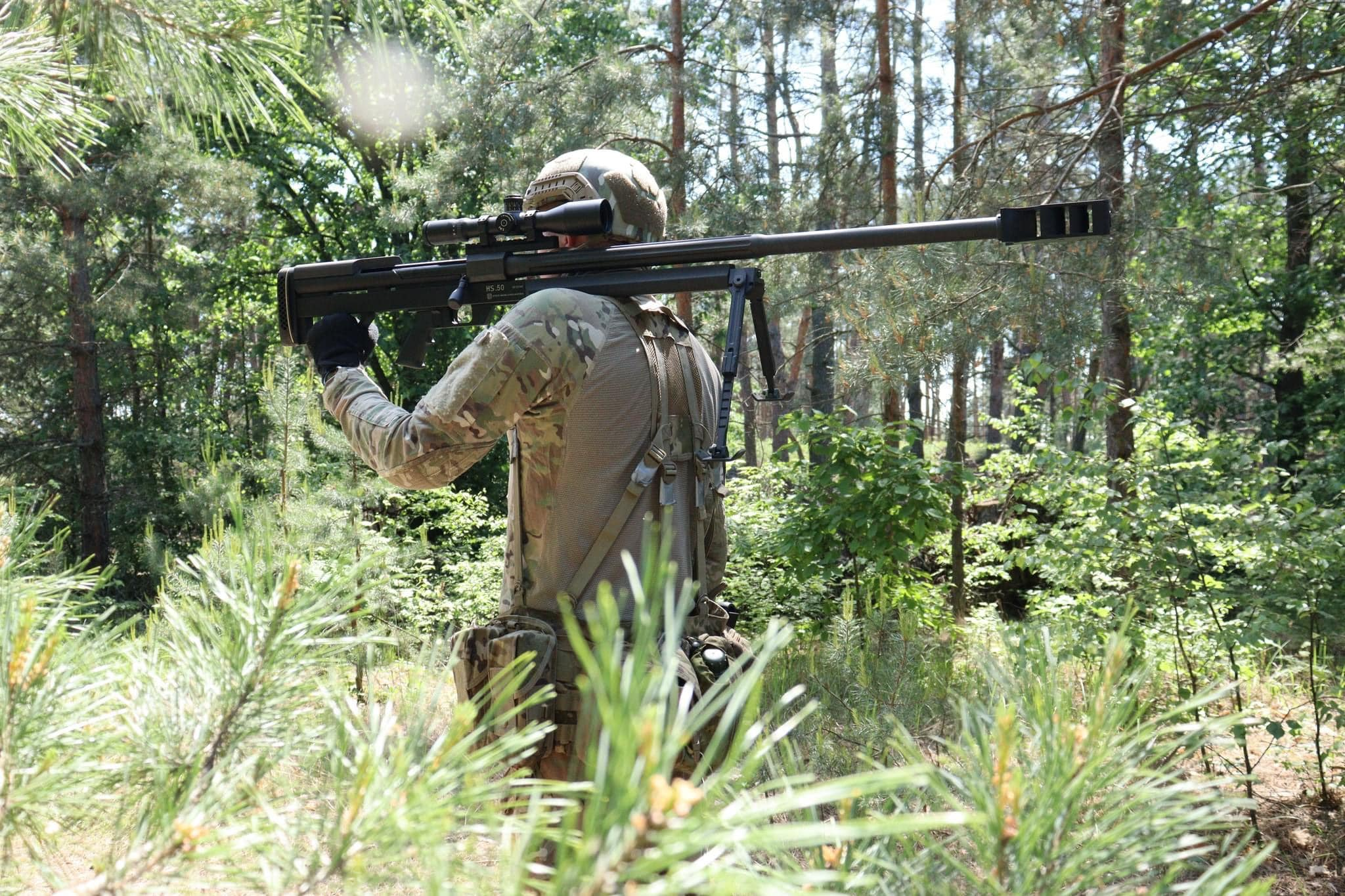
Службовець ГУР МО з HS .50.